# Chiesa di San Sisto (Giave)
La chiesa di San Sisto è un edificio religioso situato a Giave, centro abitato della Sardegna nord-orientale.
Consacrata al culto cattolico, è stata l'antica parrocchiale del paese. Ora fa parte della parrocchia di Sant'Andrea, arcidiocesi di Sassari.

## Galleria d'immagini

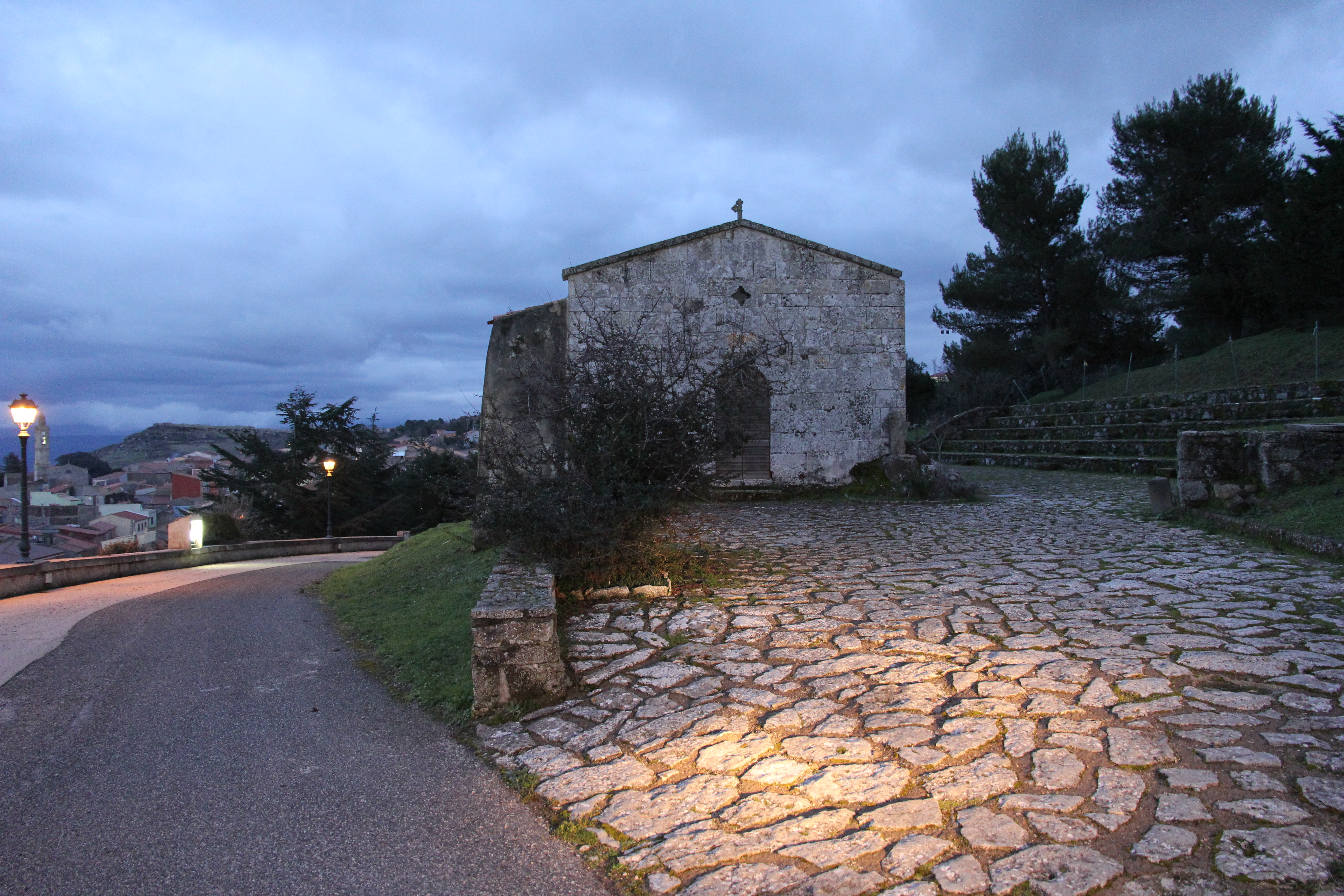
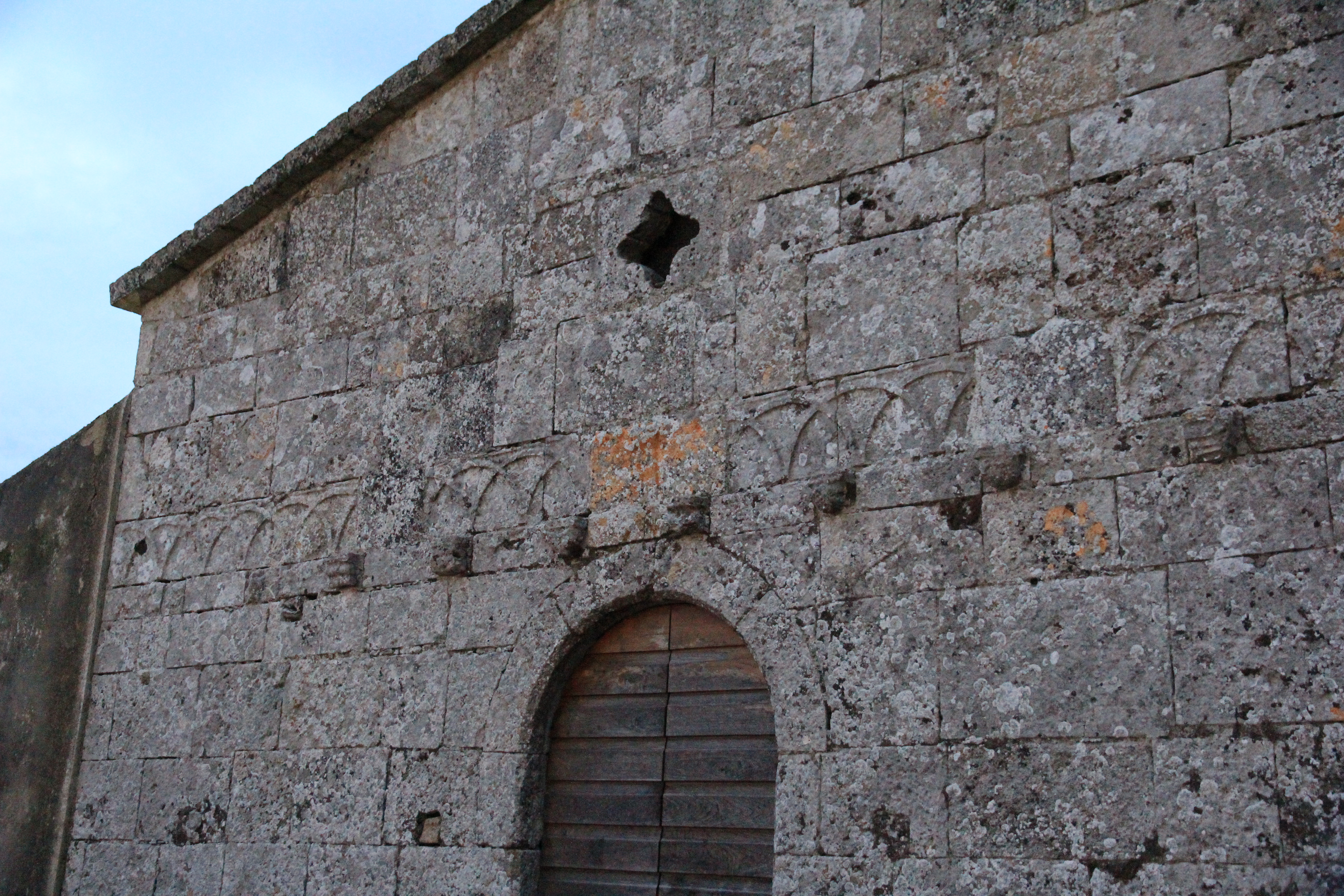
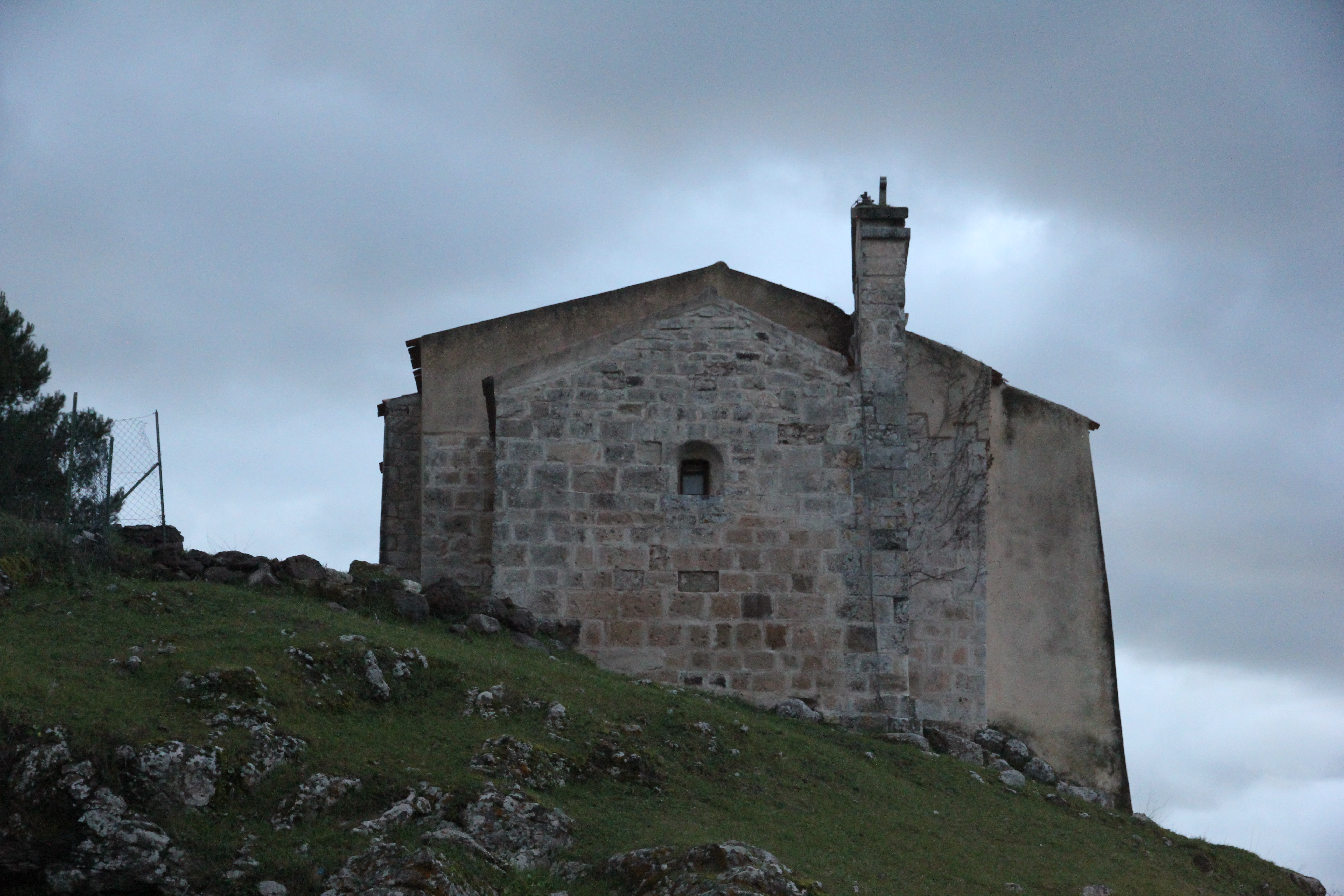